# Frances Walsingham

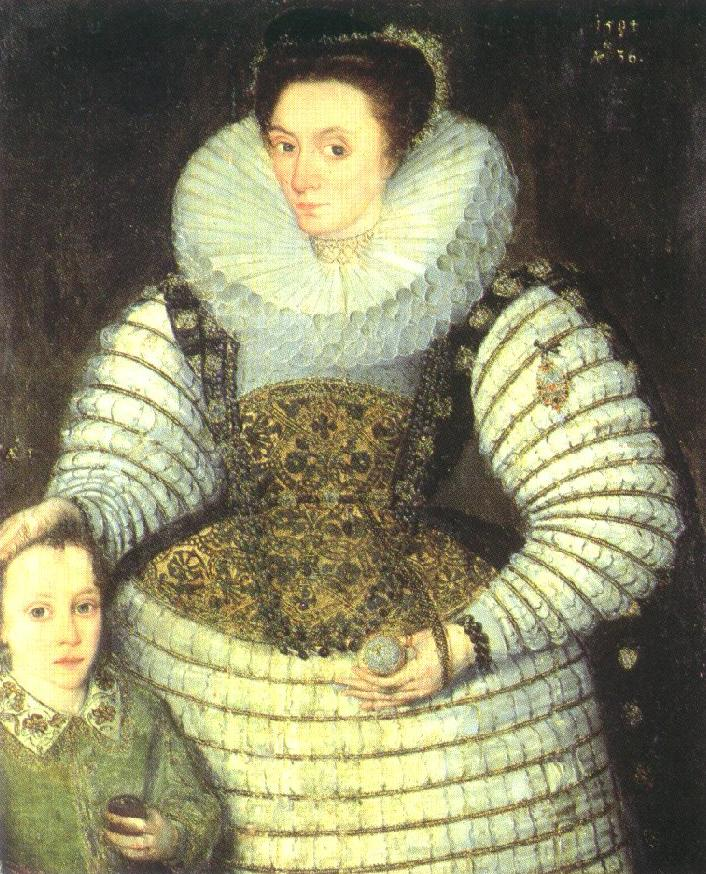
Frances Walsingham mit ihrem Sohn Robert, Gemälde von Robert Peake, 1594

Frances Walsingham (* 1567; † 17. Februar 1632 in Tonbridge, Kent) war eine englische Adlige und Hofdame Elisabeths I.

## Leben

### Familie und erste Ehe
Frances Walsingham war das einzige überlebende Kind von Sir Francis Walsingham, dem Meisterspion Königin Elisabeths I., und dessen zweiter Ehefrau Ursula St. Barbe. Ihre Schwester Mary starb bereits im Kindesalter.
1583 wurde Frances, die Elisabeth I. als Hofdame diente, mit Sir Philip Sidney verheiratet. Die Ehe war von ihrem Vater entgegen dem Willen der Königin arrangiert worden, die vermutlich nicht wollte, dass zwei ihrer engen Berater ein mächtiges Bündnis schlossen (Sidney war der Sohn Mary Dudleys, der Schwester des Earl of Leicester). 1585 wurde Sidney in die Niederlande entsandt, die zu diesem Zeitpunkt schwangere Frances blieb in England bis zur Geburt zurück. Ihre Tochter wurde im gleichen Jahr geboren und nach der Königin, die dem Paar vergeben hatte und dem Kind Patin stand, Elizabeth genannt. Im Juni 1586 reiste Frances aus England in die Niederlande zu ihrem Ehemann. Dieser wurde jedoch am 22. September 1586 in der Schlacht bei Zutphen schwer verletzt und starb trotz der Pflege seiner Frau am 17. Oktober an der entzündeten Wunde. Frances, die erneut schwanger war, brachte den Leichnam ihres Mannes nach London, wo dieser mit einer prunkvollen Prozession in die St.-Pauls-Kathedrale überführt wurde. Ihre Schwangerschaft endete in einer Fehlgeburt.

### Zweite Ehe
1590 starb Frances’ Vater und hinterließ ihr eine Jahresrente von 300 Pfund. Im gleichen Jahr heiratete Frances in zweiter Ehe Robert Devereux, 2. Earl of Essex. Die Heirat war möglicherweise von ihrem Vater arrangiert worden und fand noch vor dessen Tod statt, sorgte jedoch dafür, dass Frances und Robert bei der Königin in Ungnade fielen, da sie ohne deren Zustimmung geheiratet hatten. Elisabeth I. vergab ihnen jedoch relativ schnell wieder.
Aus der Ehe mit Robert Devereux hatte Frances drei Kinder, die das Erwachsenenalter erreichten: Frances, Robert und Dorothy. 1601 wurde ihr Ehemann Robert hingerichtet, nachdem er an einem gescheiterten Staatsstreich teilgenommen hatte. Frances versuchte, sich bei der Königin für ihren Mann einzusetzen, wurde jedoch nicht zu ihr vorgelassen. Ihr Sohn Robert wurde später der dritte Earl of Essex.

### Dritte Ehe
Zwei Jahre nach der Hinrichtung ihres zweiten Ehemanns heiratete Frances in dritter Ehe Richard Burke, 4. Earl of Clanricarde. Sie hatten einen Sohn, Ulick, und zwei Töchter: Honora und Margaret bzw. Mary. Sie lebten gemeinsam in Irland und England und errichteten in beiden Ländern große Häuser. 1609 ließen sie Somerhill House in Kent errichten, ab 1618 wurde zudem Portumna Castle im County Galway in Irland gebaut.
Frances Walsingham starb Anfang 1632 in Somerhill und wurde in St Peter and St Paul in Tonbridge beigesetzt, wo sie und ihr Ehemann Grabmale haben.

## Nachkommen
Erste Ehe mit Sir Philip Sidney (1554–1586):
- Elizabeth Sidney (1585–1612) ⚭ 1599 Roger Manners, 5. Earl of Rutland[3]
- Totgeburt (*/† 1586)

Zweite Ehe mit Robert Devereux, 2. Earl of Essex (1565–1601):
- Robert Devereux, 3. Earl of Essex (1592–1646)[5] ⚭ (1) 1606 Lady Frances Howard; ⚭ (2) 1631 Elizabeth Paulet;
- Lady Penelope Devereux (1593/4–1599);[5]
- Hon. Henry Devereux (1595–1596);[5]
- Totgeburt (*/† 1596);[5]
- Totgeburt (*/† 1598);[5]
- Lady Frances Devereux (1599–1674) ⚭ 1617 William Seymour, 2. Duke of Somerset;[5]
- Lady Dorothy Devereux (1600–1636)[5] ⚭ (1) 1616 Sir Henry Shirley, 2. Baronet; ⚭ (2) 1634 William Stafford.

Dritte Ehe mit Richard Burke, 4. Earl of Clanricarde († 1635):
- Ulick Burke, 1. Marquess of Clanricarde (1604–1657)[1] ⚭ 1622 Lady Anne Campten;
- Lady Honora Burke (1610–1661) ⚭ (1) Garratt McCoghlan († 1629) ⚭ (2) 1633 John Paulet, 5. Marquess of Winchester;[1]
- Lady Margaret/Mary Burke ⚭ Hon. Edward Butler of Ballinahinch.[1]